# Týnecký rybník
Týnecký rybník je průtočný rybník v Mariánském Týnci, asi tři kilometry severozápadně od Kralovic v okrese Plzeň-sever. Jeho plocha je 2,8 ha.
Rybník leží na Kralovickém potoce na západě vsi pod kostelem Zvěstování Panny Marie v areálu bývalého proboštství plaského kláštera. Po hrázi rybníka vede silnice II/201 z Kralovic do Mladotic, u jejíž křižovatky se silnicí do Sedlce roste památná Radimova lípa.